# Johanneskirche (Hofheim am Taunus)

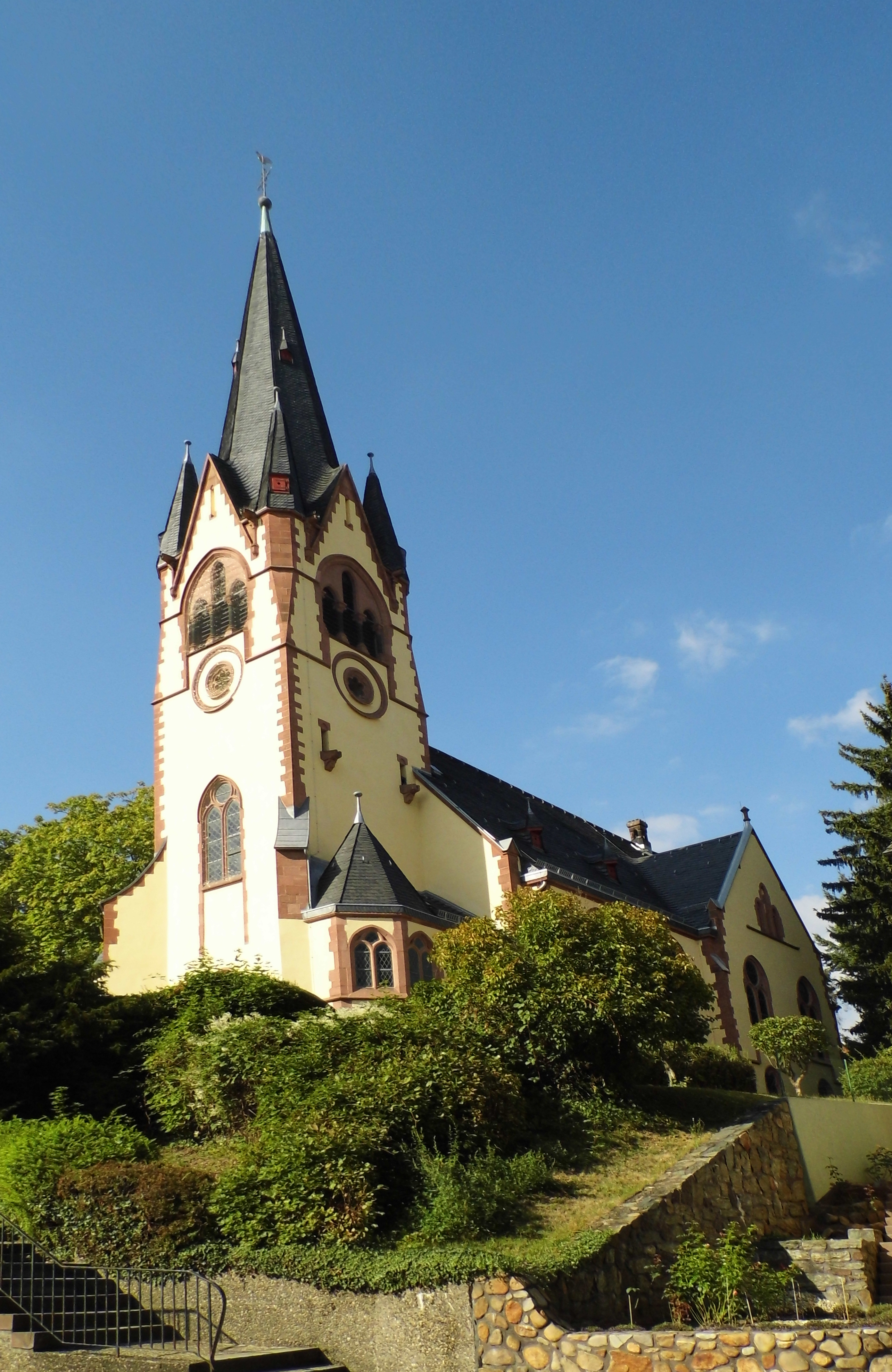
Johanneskirche (Hofheim am Taunus)

Die Evangelische Johanneskirche ist ein denkmalgeschütztes Kirchengebäude, das in der Kreisstadt Hofheim am Taunus im Main-Taunus-Kreis in Hessen steht. Die Kirchengemeinde gehört zum Dekanat Kronberg in der Propstei Rhein-Main der Evangelischen Kirche in Hessen und Nassau.

## Beschreibung
Die neugotische Kreuzkirche wurde seit dem 6. September 1899 nach einem Entwurf von Ludwig Hofmann gebaut. Ihre Einweihung fand am 31. Oktober 1900 statt. Das Bauwerk ist bis auf die Ecksteine, die Gewände der Fenster und die Kappgesimse verputzt. Der von Strebepfeilern gestützte Kirchturm, der von Kapellen flankiert wird, steht im Westen. In seinem mit Giebeln abschließenden obersten Geschoss befindet sich der Glockenstuhl hinter den als Triforien gestalteten Klangarkaden. Darüber stehen an den Ecken Wichhäuschen, zwischen denen sich ein achtseitiger spitzer Helm erhebt. Zwischen dem Langhaus und dem gerade abgeschlossenen Chor im Osten, an dem die Sakristei angebaut ist, befindet sich ein kurzes Querschiff. 

## Orgel
Die im Jahr 1900 von E.F. Walcker&Cie gebaute Orgel wurde 1983 durch die Firma Förster & Nicolaus Orgelbau ersetzt. Erhalten blieb der Prospekt der Orgel und das Register Subbass 16′. Das Instrument verfügt über 18 Register mit insgesamt 1218 Pfeifen, die auf zwei Manuale und Pedal verteilt sind. Die Disposition lautet wie folgt:
| Hauptwerk C–g3 |           |    |
| 1.             | Principal | 8′ |
| 2.             | Rohrflöte | 8′ |
| 3.             | Octave    | 4′ |
| 4.             | Gedackt   | 4′ |
| 5.             | Octave    | 2′ |
| 6.             | Mixtur IV |    |
| 7.             | Trompete  | 8′ |

| Schwellwerk C–g3 |            |       |
| 8.               | Gedackt    | 8′    |
| 9.               | Blockflöte | 4′    |
| 10.              | Principal  | 2′    |
| 11.              | Quinte     | 1 ⁄3′ |
| 12.              | Zimbel III |       |
| 13.              | Krummhorn  | 8′    |

| Pedal C–f1 |                  |     |
| 14.        | Subbass          | 16′ |
| 15.        | Octavbass        | 8′  |
| 16.        | Hohlflöte        | 4′  |
| 17.        | Rauschpfeife III |     |
| 18.        | Posaune          | 16′ |

- Koppeln: II/I, I/P, II/P